# Alphen-Chaam
Alphen-Chaam is een gemeente in de provincie Noord-Brabant in Nederland. De gemeente telt 10.492 inwoners en heeft een totale oppervlakte van 93,52 km², waarvan 93,04 km² land en 0,48 km² water (1 januari 2024, Bron: CBS).
De gemeente is op 1 januari 1997 ontstaan door samenvoeging van de voormalige gemeenten Alphen en Riel (het dorp Riel ging over naar de gemeente Goirle), Chaam en Nieuw-Ginneken (zuidelijk deel).

## Naam
De gemeentenaam is samengesteld uit de namen van de twee belangrijkste dorpen in de gemeente, Alphen en Chaam.
De voorkeur van de nieuwe gemeentenaam kwam voort uit de wens om beide historische namen in de gemeentenaam tot uitdrukking te laten komen. Streekarchivaris A. Zom heeft over een alternatieve, historische naam nagedacht, zoals dat bij Halderberge ook is gebeurd, maar heeft er geen kunnen vinden: "het gebied tussen Alphen en Chaam heeft geen toponiemen opgeleverd. Het was vroeger hei, amper van de economische betekenis. Er liepen schapen. Die werden gehoed door meisjes. Die moesten niet alleen op de schapen letten, maar ook op de soldaten die hen lastigvielen. Verder gebeurde er niets tussen Alphen en Chaam".

## Wapen
De nieuwe gemeente Alphen-Chaam heeft een gemeentewapen, goedgekeurd bij Koninklijk Besluit van 6 maart 1998, dat is ontleend aan de wapens van de vroegere gemeenten. Het wordt als volgt beschreven: "In sinopel twee alpen en een kam, geplaatst twee en een, alles van zilver. Het schild gedekt met een gouden kroon van acht parels waarop drie parels en gehouden door twee vogels.

## Kernen
De hoofdplaats van de gemeente Alphen-Chaam is Alphen. Daarnaast telt de gemeente de dorpen Bavel (gedeeltelijk), Chaam, Galder, Strijbeek en Ulvenhout (gedeeltelijk). De gemeente telt ook een groot aantal buurtschappen: Alphen-Oosterwijk, Anneville, Balleman, Boshoven, Boslust, Couwelaar, Chaamdijk, Dassemus, Druisdijk, Geersbroek, Ginderdoor, Grazen, Heerstaaien, Heikant, Het Sas, Hondseind, Houtgoor, Kalishoek, Kerzel, Klooster, Kwaalburg, Leg, Looneind, Meijsberg, Notsel, Rakens, Snijders-Chaam, Terover, Venweg en 't Zand. Eerder lag ten noorden van Alphen aan de Goedentijd de buurtschap Goedentijd (ook wel Kerk-Goedentijd genoemd). Door de uitbreiding van Alphen is de buurtschap opgenomen in Alphen en is de buurtschap opgehouden te bestaan als zelfstandige plaats.
| Plaats       | Inwonertal 2023 (CBS) | inw./km² | Oppervlakte (in km²) | Landopp. (in km²) | Wateropp. (in km²) | Postcode  | Netnummer |
| ------------ | --------------------- | -------- | -------------------- | ----------------- | ------------------ | --------- | --------- |
| Alphen       | 4.340                 | 105      | 39,82                | 39,71             | 0,11               | 5130-5131 | 013       |
| Bavel AC     | 50                    | 17       | 2,82                 | 2,82              | 0,00               | 4859      | 0161      |
| Chaam        | 4.325                 | 140      | 29,92                | 29,77             | 0,15               | 4860-4861 | 0161      |
| Galder       | 1.080                 | 192      | 5,57                 | 5,52              | 0,05               | 4855      | 076       |
| Strijbeek    | 335                   | 45       | 5,20                 | 5,11              | 0,09               | 4856      | 076       |
| Ulvenhout AC | 325                   | 43       | 10,20                | 10,10             | 0,10               | 4858      | 076       |

## Topografie
Topografische gemeentekaart van Alphen-Chaam, september 2022

## Politiek

### Gemeenteraad
| Gemeenteraadszetels                                      | Gemeenteraadszetels | Gemeenteraadszetels | Gemeenteraadszetels | Gemeenteraadszetels | Gemeenteraadszetels | Gemeenteraadszetels | Gemeenteraadszetels | Gemeenteraadszetels |
| Partij                                                   | 1996                | 1999                | 2002                | 2006                | 2010                | 2014                | 2018                | 2022                |
| -------------------------------------------------------- | ------------------- | ------------------- | ------------------- | ------------------- | ------------------- | ------------------- | ------------------- | ------------------- |
| Gemeenschapsbelangen Alphen                              | 4                   | 5                   | 4                   | 3                   | 5                   | 4                   | 4                   | 4                   |
| Gemeentebelangen Samenwerkingsverband Chaam              | 4                   | 4                   | 3                   | 2                   | 2                   | 3                   | 4                   | 4                   |
| CDA                                                      | 3                   | 2                   | 3                   | 4                   | 4                   | 4                   | 4                   | 3                   |
| VVD                                                      | 1                   | 1                   | 1                   | 1                   | 1                   | 1                   | 2                   | 2                   |
| Gemeentebelangen GSU (Galder - Strijbeek - Ulvenhout AC) | 1                   | 1                   | 1                   | 1                   | 1                   | 1                   | 1                   | 1                   |
| D66                                                      | -                   | -                   | -                   | -                   | -                   | -                   | -                   | 1                   |
| Lijst-6                                                  | -                   | -                   | -                   | 2                   | -                   | -                   | -                   | -                   |
| Totaal                                                   | 13                  | 13                  | 13                  | 13                  | 13                  | 13                  | 15                  | 15                  |
| Opkomst                                                  |                     |                     |                     |                     | 65,22%              | 62,50%              | 63,39%              | 62,03%              |

### College van B&W
Het college van burgemeester en wethouders bestaat voor de periode 2022-2026 uit:
burgemeester
- drs. L. (Lieke) Schuitmaker (VVD)
  - Openbare orde en veiligheid
  - Algemeen bestuurlijke en juridische zaken
  - Burgerzaken
  - Burger- en overheidsparticipatie / bestuurlijke vernieuwing
  - Representatie en kabinetszaken
  - Vluchtelingenbeleid
  - Communicatie- en mediabeleid
  - Evenementen
  - Kunst en cultuur
  - Coördinerend portefeuillehouder Cittaslow

wethouders
- mr.ing. E.F.A. (Erik) Wilmsen (GBA)
  - Eerste locoburgemeester
  - Ruimtelijke Ordening
  - Grondzaken en grondbedrijf
  - Volkshuisvesting (wonen)
  - Financiën
  - Energietransitie inclusief warmtetransitie
  - Vastgoed
  - Coördinerend portefeuillehouder Omgevingswet
- F.G.A. (Frank) van Raak (GBSV)
  - Tweede locoburgemeester
  - Openbare ruimte
  - Natuur, landschap en groen
  - Watertaken / riolering
  - Mobiliteit (verkeer en vervoer)
  - Sport- en accommodatiebeleid
  - Recreatie en toerisme
  - Milieu en circulaire economie
  - Klimaatadaptatie
  - ABG-organisatie
  - Project nieuwbouw school Chaam (Integraal Kindcentrum)
  - Coördinerend wethouder portefeuillehouder Meerjaren Uitvoeringsprogramma Chaam 2040
  - Coördineren portefeuillehouder Sport
- J.A.M.J. (Judith) van Loon (VVD)
  - Derde locoburgemeester
  - Maatschappelijke ondersteuning
  - Jeugd- en Onderwijs
  - Werk en Inkomensondersteuning
  - Volksgezondheid
  - Subsidiebeleid
  - Economische zaken

gemeentesecretaris
- G.W.T. (Gert-Willem) van Weel

## Aangrenzende gemeenten
| Aangrenzende gemeenten | Aangrenzende gemeenten | Aangrenzende gemeenten          | Aangrenzende gemeenten | Aangrenzende gemeenten |
| ---------------------- | ---------------------- | ------------------------------- | ---------------------- | ---------------------- |
| Breda                  |                        | Gilze en Rijen                  |                        |                        |
|                        |                        |                                 |                        |                        |
|                        | Goirle                 |                                 |                        |                        |
|                        |                        |                                 |                        |                        |
| Hoogstraten (B)        |                        | Baarle-Nassau Baarle-Hertog (B) |                        | Ravels (B)             |

## Monumenten
In de gemeente zijn er een aantal rijksmonumenten, gemeentelijke monumenten en oorlogsmonumenten, zie:
- Lijst van rijksmonumenten in Alphen-Chaam
- Lijst van gemeentelijke monumenten in Alphen-Chaam
- Lijst van oorlogsmonumenten in Alphen-Chaam

## Kunst in de openbare ruimte
In de gemeente Alphen-Chaam zijn diverse beelden, sculpturen en objecten geplaatst in de openbare ruimte, zie:
- Lijst van beelden in Alphen-Chaam

## Bekende inwoners uit Alphen-Chaam
Hoofdplaats: Alphen      Dorpen: Bavel (deels) · Chaam · Galder · Strijbeek · Ulvenhout (deels) 

Buurtschappen: Alphen-Oosterwijk · Anneville · Balleman · Boshoven · Boslust · Couwelaar · Chaamdijk · Dassemus · Druisdijk · Geersbroek · Ginderdoor  · Grazen · Heerstaaien · Heikant · Het Sas · Hondseind · Houtgoor · Kalishoek · Kerzel · Klooster · Kwaalburg · Leg · Looneind · Meijsberg · Notsel · Rakens · Snijders-Chaam · Terover · Venweg · 't Zand 

Noord-Brabant: Steden en dorpen      Nederland: Provincies · Gemeenten
Alphen-Chaam · Altena · Asten · Baarle-Nassau · Bergeijk · Bergen op Zoom · Bernheze · Best · Bladel · Boekel · Boxtel · Breda · Cranendonck · Deurne · Dongen · Drimmelen · Eersel · Eindhoven · Etten-Leur · Geertruidenberg · Geldrop-Mierlo · Gemert-Bakel · Gilze en Rijen · Goirle · Halderberge · Heeze-Leende · Helmond · 's-Hertogenbosch · Heusden · Hilvarenbeek · Laarbeek · Land van Cuijk · Loon op Zand · Maashorst · Meierijstad · Moerdijk · Nuenen, Gerwen en Nederwetten · Oirschot · Oisterwijk · Oosterhout · Oss · Reusel-De Mierden · Roosendaal · Rucphen · Sint-Michielsgestel · Someren · Son en Breugel · Steenbergen · Tilburg · Valkenswaard · Veldhoven · Vught · Waalre · Waalwijk · Woensdrecht · Zundert

Steden en dorpen · Voormalige gemeenten · Nederland: Provincies · Gemeenten